# Wilhelm Maybach
Wilhelm Maybach (Heilbronn, 1846. február 9. – Stuttgart, 1929. december 29.) német motortervező, feltaláló és gyártulajdonos volt. Az 1890-es években a világ autógyártásának akkori központjának számító Franciaországban a „tervezők királyaként” méltatták.
A 19. század végétől Maybach Gottlieb Daimlerrel közösen könnyű, nagy sebességű belső égésű motorokat fejlesztett, melyek alkalmasak voltak szárazföldi, vízi és légi járművek meghajtásához. Ezekkel látták el a világ első motorkerékpárját, motorcsónakját és Daimler halála után 1902-ben egy új gépkocsit is, a Mercedest, melyet Emil Jellinek specifikációi alapján készítettek el.
Maybach a Daimler Motoren Gesellschaft (DMG) technikai igazgatója lett, de nem volt jó a kapcsolata a vállalat elnökével, emiatt 1907-ben elhagyta a DMG-t és fiával közösen megalapította a Maybach-Motorenbau GmbH-t, mely cég léghajókhoz készített motorokat. A versailles-i békeszerződés után a vállalat nagyméretű luxusautók gyártásába kezdett Maybach márkanév alatt. 
Wilhelm Maybach 1929. december 29-én hunyt el a Stuttgarthoz tartozó Cannstattban lévő otthonában. Ugyanitt helyezték örök nyugalomra, közel Gottlieb Daimler sírjához.
A nevét viselő vállalatot Karl nevű fia vitte tovább. Az 1960-as években a Maybach a Daimler-Benz irányítása alá került MTU Friedrichshafen névvel. A 21. század elején a Daimler-Benz őrá emlékezve előbb Maybach, majd Mercedes-Maybach néven bocsátott ki luxusautókat.

## Korai évek és karrierkezdet (1846–1869)
Wilhelm Maybach 1846-ban Heilbronnban született, Baden-Württembergben. Apja kárpitos volt, akinek Luise nevű feleségétől öt fiúgyermeke született. Mikor Wilhelm nyolc éves volt, a család a Heilbronn melletti Löwensteinből Stuttgartba költözött. Szüleit korán elveszítette: anyja 1856-ban, apja 1859-ben hunyt el.
Miután a család rokonsága hirdetést adott fel az árván maradt gyerekek megsegítésére a Stuttgarter Anzeiger lapban, egy reutlingeni egyházi szervezet, mely szegény családokból származó elárvult gyerekek nevelésével és tanításával foglalkozott, felvette Wilhelmet tanulói közé. A szervezet alapítója és igazgatója Gustav Werner felfedezte benne a technikai dolgok iránti fogékonyságot és az iskola gépészeti műhelyébe küldte. 1861-ben 15 évesen műszaki rajzolás szakterületen indult el a karrierje és a reutlingeni főiskolán különórákat vett fizikából és matematikából.
19 éves korára tervezői képesítéssel álló helyzetű hajtóművek fejlesztésén dolgozott. A műhely vezetője, az akkor 29 éves Gottlieb Daimler a munkásságát látva az asszisztensévé tette és meg is maradt ebben a minőségében egészen Daimler 1900-ban bekövetkezett haláláig.

## Daimler és Otto négyütemű motorja (1869–1880)
1869-ben Maybach követte Daimlert a nehéz mozdonyokat gyártó Maschinenbau-Gesellschaft Karlsruhe AG-hoz Karlsruhéba. Daimler a végrehajtó bizottságban foglalt helyet és sokszor éjszakákba nyúlóan vitatták meg az új hajtóművek, szivattyúk és fémmegmunkálás terveinek részleteit.
1872-ben Daimler a kölni Deutz-AG-Gasmotorenfabrikhoz ment át, a világ akkori legnagyobb álló gázüzemű motorgyártójához. Nikolaus Otto, a vállalat résztulajdonosa Daimlerrel közösen fejlesztett itt hajtóműveket. Maybach főtervezőként csatlakozott hozzájuk.
1876-ban Otto szabadalmaztatta az Otto-ciklus körfolyamatán alapuló motorját, ami egy négyütemű, belső égésű motor volt. Otto 25 szabadalma közül az egyiket megtámadták és visszavonatták. Ez lehetővé tette Daimler és Maybach számára, hogy saját nagy sebességű motort gyártsanak. Szintén 1876-ban Daimlert elküldték a philadelphiai World Fair világkiállításra. Kölnbe 1877-ben visszatérve a négyütemű motor tervezésére koncentrált, hogy előkészíthesse azt a küszöbön álló kereskedelmi forgalomba hozatalára. 
1878-ban Maybach feleségül vette Bertha Wilhelmine Habermaahst, Daimler feleségének, Emma Kunz-nak egyik barátnőjét. Bertha Wilhelmine családjának tagjai földbirtokosok voltak, akik a maulbronni postahivatalt is üzemeltették. 1879. július 6-án született meg első gyermekük, Karl.
1880-ban komoly nézeteltérés adódott Daimler és Otto között, aminek a vége az lett, hogy Daimler elhagyta a Deutz-AG-t. Daimler 112 000 aranymárka értékben kapott részvényeket kompenzációként a neki és Maybachnak köszönhető szabadalmakért. Hamarosan Maybach is elhagyta a Deutz-AG-t és követte barátját a Stuttgart melletti Bad Cannstattba, ahol egy új vállalatot alapítottak.

## Daimler motorok: gyorsak és kisméretűek (1882)

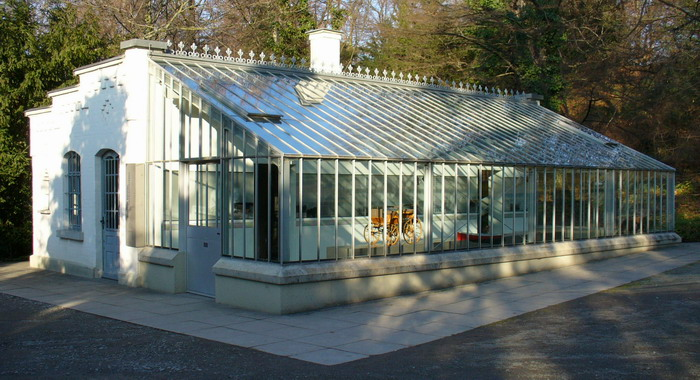
Daimler műhelyként szolgáló nyári háza (Bad Cannstatt)

1882-ben Maybach a Stuttgarthoz tartozó Cannstattba, a Taubenheimstraßéba költözött, ahol Daimler a Deutz kompenzációból 75 000 aranymárkáért vett egy házat. Az üvegfalú nyári ház kert felőli oldalát megtoldották egy téglaépítménnyel és ez lett a műhelyük.
A szomszédjaik azt hitték pénzt hamisítanak és kihívták rájuk a rendőrséget. A rendőrök a távollétük alatt házkutatást végeztek, a területre a kertész kulcsának segítségével jutottak be, de csak motorokat találtak.

## A Daimler motor

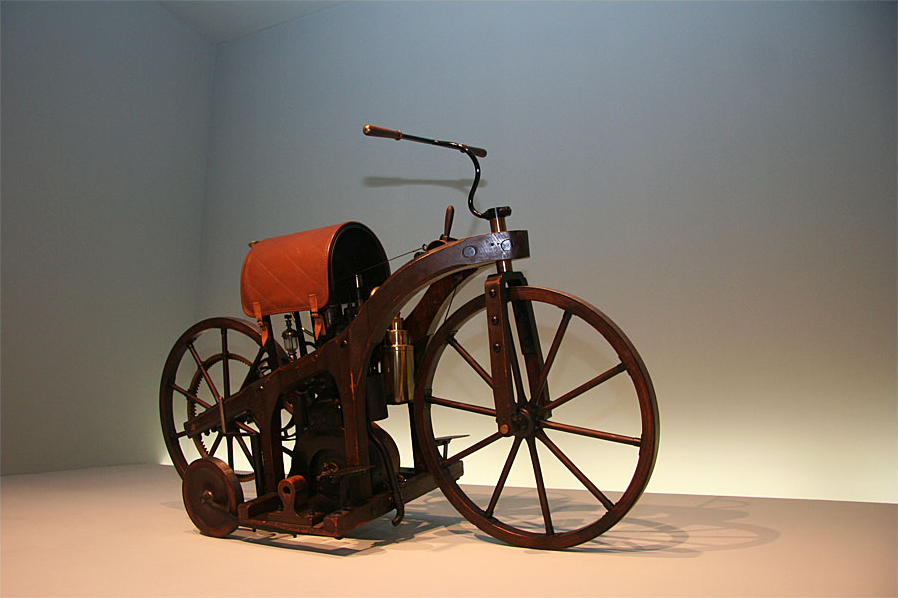
A Reitwagen replikája

1883 végén Daimler és Maybach benyújtották szabadalomra első ligroinnal (könnyűbenzinnel) hajtott motorjukat, amit 1883. december 16-án kaptak meg. Ez a motor megfelelt Daimler azon célkitűzésének, hogy kis mérete mellett elég gyors legyen a 750 fordulat/perc mellett való alkalmazáshoz. A fordulatszámát hamarosan 900-ig tudták fokozni. Daimler 1884-ben három hajtóművet épített és Maybach rábeszélte, hogy az egyiket szerelje fel egy járműre. Ennek eredménye lett a Reitwagen.  Ekkoriban, 1884-ben született meg Maybach második fia, Adolf. Harmadik gyermeke, Emma nyolc évvel később, 1892-ben született.

## AzStanduhrmotor (1885)

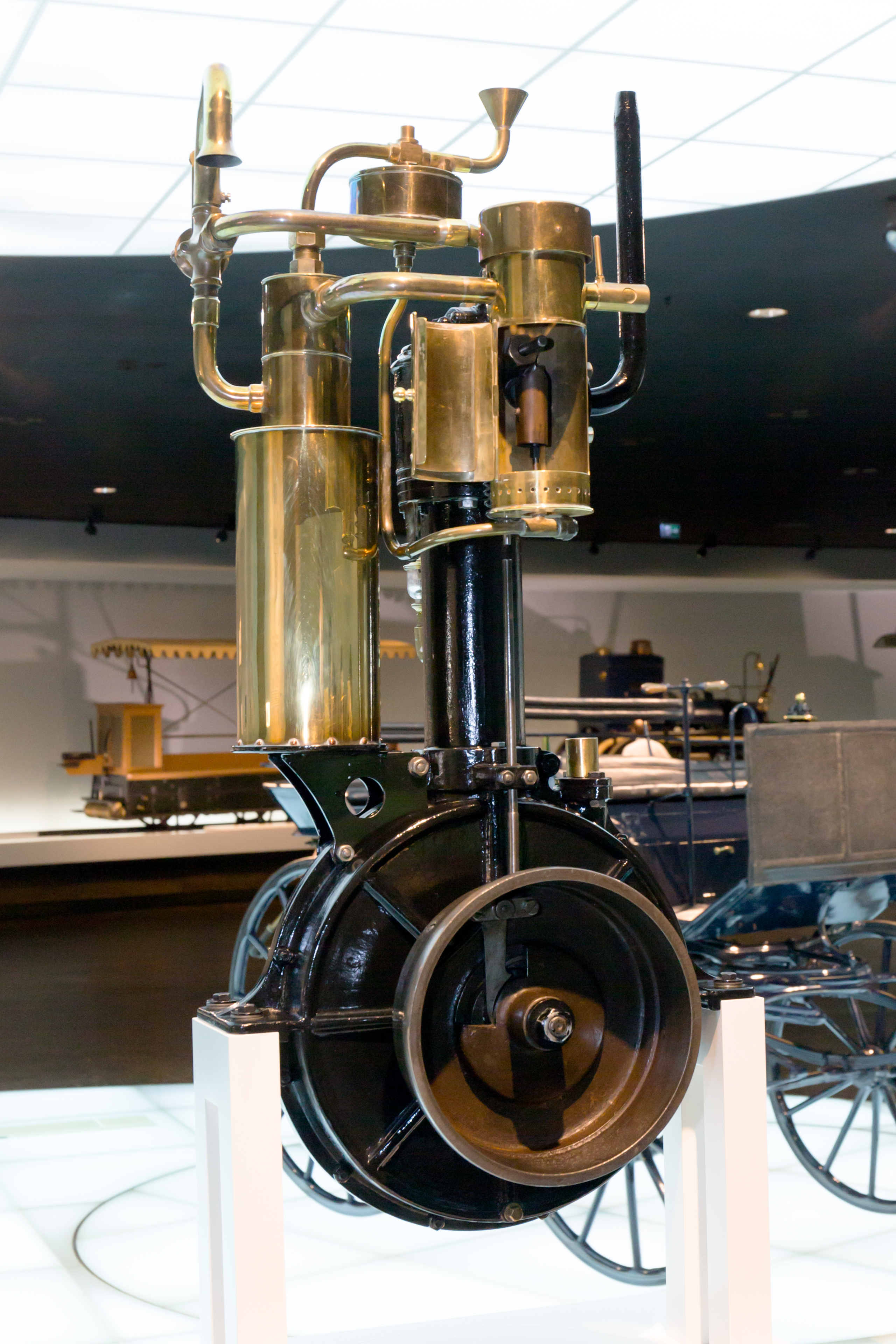
A Standuhr 1885-ből

1885 végére Maybach és Daimler kifejlesztették első motorjukat, melyet minden modern benzinmotor elődjének tartanak. A jellemzői a következők voltak:
- egy vertikális henger
- léghűtés
- nagy öntöttvas lendkerék
- forradalmian új gyújtás[m 1] (28022-es számú szabadalom)
- vezérműtengely által kontrollált kipufogószelep, ami nagy sebességet tett lehetővé
- 600 fordulat/perc sebesség (mikor más gépek csak 120-180 fordulat/percre voltak képesek)

1885 folyamán kifejlesztették az első karburátort, ami levegővel porlasztotta a benzint, lehetővé téve így az üzemanyagként való hatékony használatát. Az év során megépítették a hajtómű egy nagyobb, de még mindig kompakt verzióját a motornak, egy hengerrel. A fő jellemzői a következők voltak:
- 1 lóerő teljesítmény 600 fordulat/perc mellett
- 100 cm³ lökettérfogat
- hűtés nélküli leszigetelt henger szabályozatlan ? non cooled insulated cylinder with unregulated hot-tube ignition (szabadalmi szám: DRP-28-022)

Daimler ennek a Standuhr nevet adta, mivel kinézetre nagyban hasonlított egy állóórára (ingaórára).
1885 novemberében Daimler a motor egy kisebb méretű verzióját egy fa kerékpérra szerelte fel, ezzel megalkotva az első motorkerékpárt (szabadalmi száma: 36-423 – gázüzemű vagy benzinüzemű hajtóművel felszerelt járműre). Maybach ezzel a Reitwagen névre keresztelt szerkezettel Cannstattból a három kilométer távolságra lévő Untertürkheimbe motorozott, elérve közben a 12 km/h sebességet is.

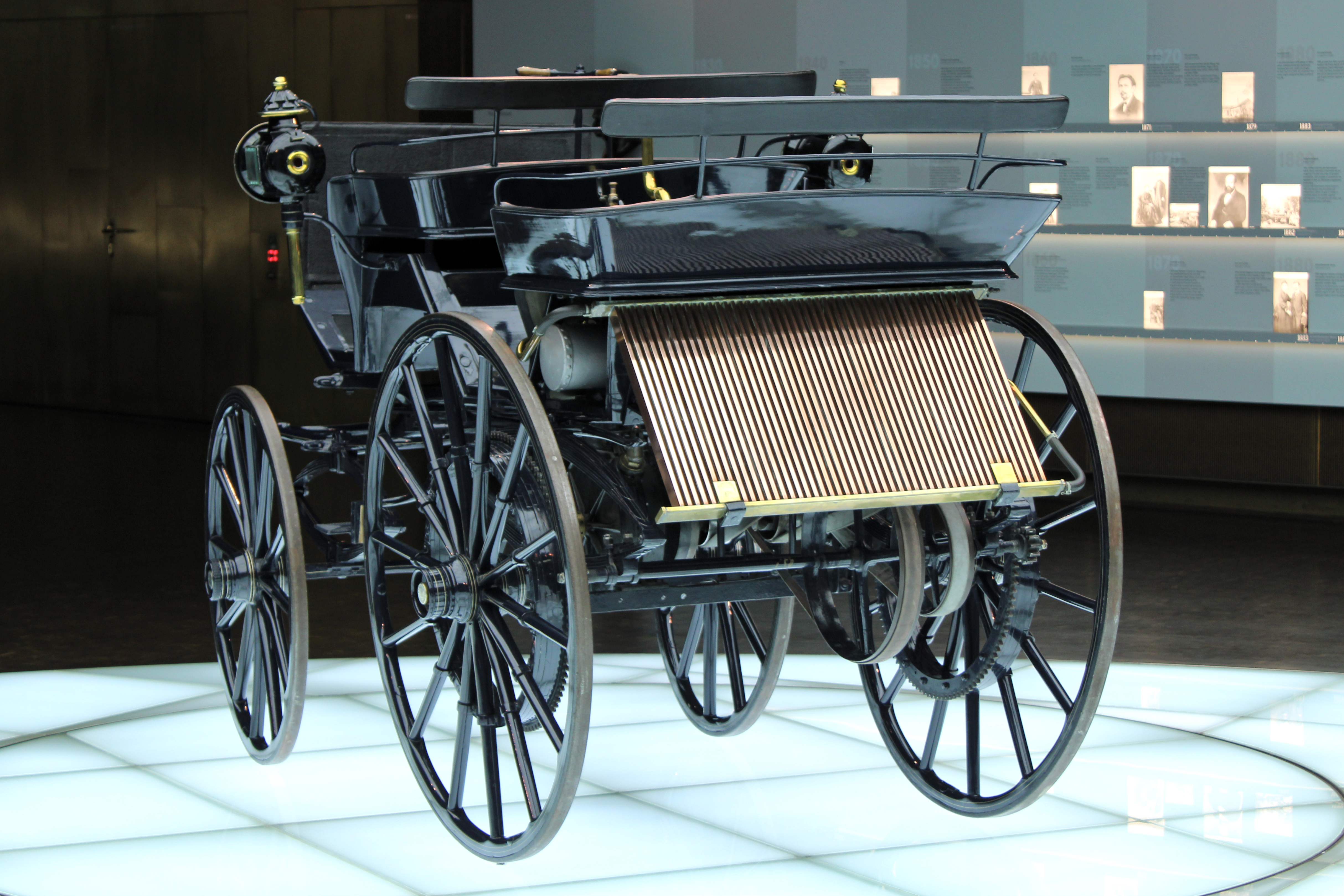
A Daimler „motorhintó” (Motorkutsche) 1886-ból

1886. március 8-án a feltalálók rendeltek egy a Wilhelm Wimpff & Söhne gyártotta amerikai (Americain) típusú hintót és a szomszédoknak azt mondták, hogy születésnapi ajándék lesz Daimlernénak. Maybach felügyelete mellett az augusztusra elkészült hintóba a „Standuhr” motor egy nagyobb, 1,5 lóerős példányát építették be és hajtóműszíjjal kötötték össze a kerekeivel. Ezzel megalkották az első automobilt. A szerkezet 15 km/h végsebességet ért el az untertürkheimi úton végzett próbák során.

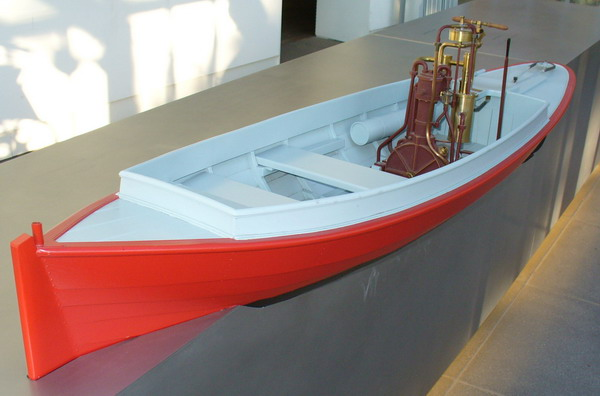
Daimler motor egy csónakban 1885-ből

Maybach és Daimler a motort számos egyéb módon kipróbálta, így például:
- Vízen 1887-ben, mikor egy 4,5 m hosszú csónakba szerelték. A jármű – ami a nevét a tesztelésének helyet adó Neckar folyó után kapta a nevét – hat csomós (11 km/h) sebességet ért el. DRP 39-367 számmal került szabadalmaztatásra. Ezt követően a motorcsónak-hajtóművek lettek a fő termékeik egészen az 1900-as évek első évtizedéig.
- Számos járművön, köztük utcai gépkocsikon.
- Levegőben. Ők építették az első motorral felszerelt léghajót, egy Dr. Friedrich Hermann Wölfert által tervezett ballonon alapuló szerkezetet. A manuálisan kezelt hajtóművét cserélték le és 1888. augusztus 10-én átrepültek vele Seelberg felett.

1887-re licencbe adták az első szabadalmaikat és Maybach képviselte a vállalatot az 1889-es párizsi világkiállításon.

## Az első Daimler-Maybach automobil, a „Stahlradwagen” (1889)
| • high speed four-stroke petrol engine           |
| • üzemanyag porlasztás                           |
| • 2 henger V alakú elrendezésben 2               |
| • gomba formájú szelepek                         |
| • vízhűtés                                       |
| • 4 sebességfokozatú sebességváltó               |
| • forradalmian új tengelyvégcsapos (?) kormánymű |

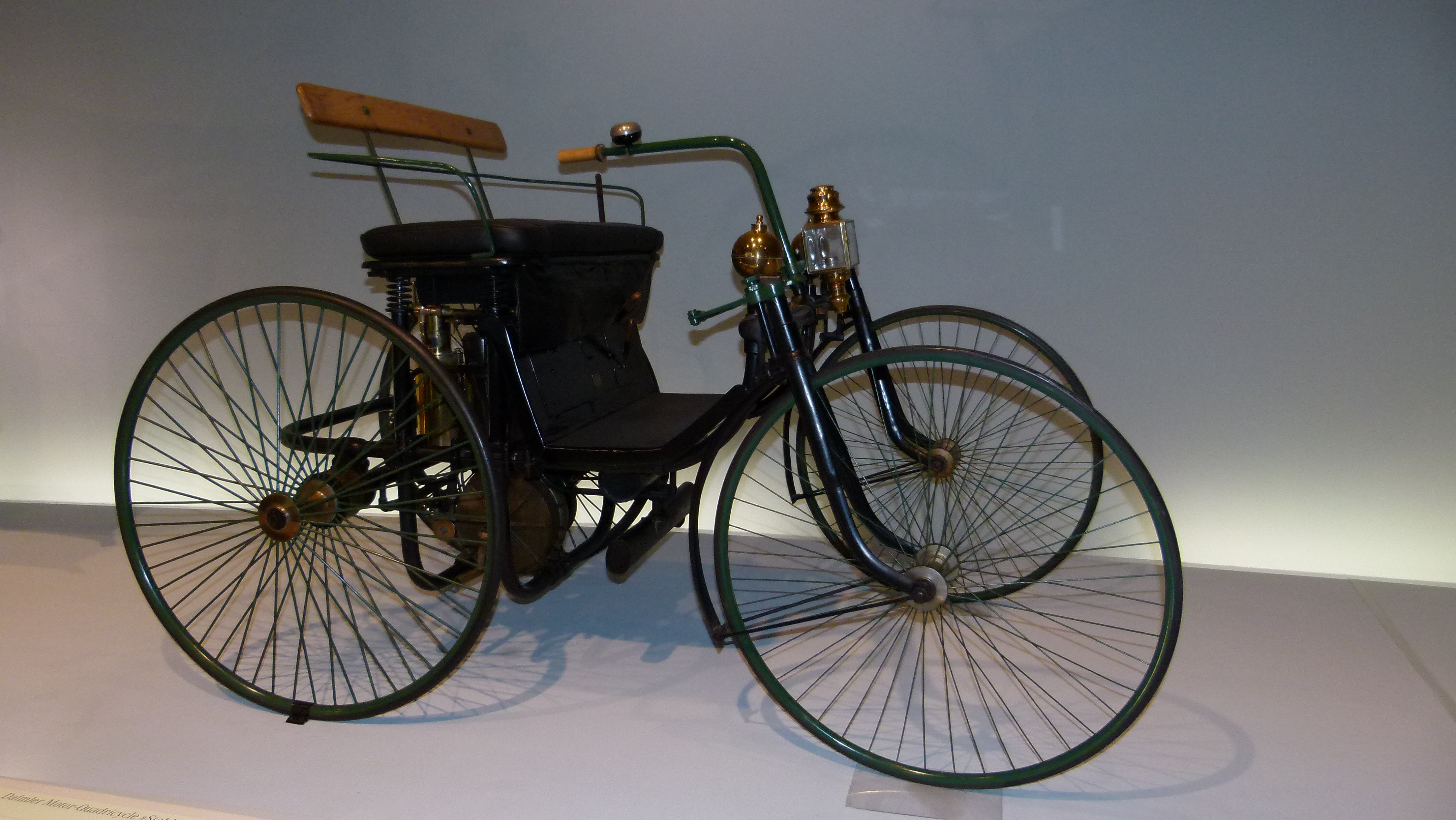
A Stahlradwagen 1889-ből

A vállalat eladásai növekedtek, főként a Neckar motorcsónakoknak köszönhetően. 1887-ben Daimler a Cannstatt melletti Seelberg-dombokon vásárolt területet. A műhely kis távolságra volt a várostól a Ludwigstraße 67 szám alatt, mivel Cannstatt polgármestere ellenezte a jelenlétét a magában a városban. A 2903 m² alapterületű műhely 30 200 aranymárkába került. Először 23 főt alkalmaztak. Daimler a kereskedelmi ügyeket rendezte, míg Maybach a tervezői részleget vezette.
1889-ben építették meg az első olyan autójukat, melyet maguk terveztek meg és nem egy lovaskocsiba szerelték be a hajtóművet. A járművet a két feltaláló közösen mutatta be nyilvánosságnak Párizsban az év októberében.
Daimler motorjának licence az egész világon keresetté vált, ezzel kezdetét vette a modern gépkocsigyártás a következő országokban, az alábbi gyártók révén:
- Franciaország, 1890, Panhard & Levassor és Peugeot
- Egyesült Királyság, 1896, The Daimler Motor Company Limited (Coventry)
- Egyesült Államok, 1891, Steinway
- Ausztria, 1899, Austro-Daimler

## Daimler „lepaktálása az ördöggel”, DMG és a Phoenix motor (1890-1900)
A nyersanyagok szűkösek voltak az üzlet fenntartásához, mivel sem a motoreladások, sem a szabadalmak eladásából származó bevétel nem hozott elég bevételt. Friss tőkére sikerült szert tenni Max von Duttenhofer és William Lorenz bankárok bevonásával, akik korábban lőszergyártással foglalkoztak és üzlettársai voltak Kilian von Steinernek, a német befektetési bank tulajdonosának.
1890-ben Daimler és Maybach közösen megalapították a Daimler Motoren Gesellschaftot (DMG), aminek célja belső égésű motorok gyártása volt a földön, vízen és levegőben való szállítmányozás elősegítéséhez. Maybach lett a DMG főmérnöke. Miután több órát töltöttek azzal, hogy megvitatták, mely üzemanyag a legmegfelelőbb Otto négyütemű motorjának üzemeltetéséhez – melyhez normál esetben metángázt használtak –, végül a benzin mellett döntöttek. Ezt az anyagot addig főként tisztítószerként használtak és gyógyszertárakban lehetett kapni.
A vállalatot újraalapították 1890. november 28-án. Egyes német történészek ezt a lépést az „ördöggel való paktumnak” tartják, mivel a következő évtized kaotikussá vált Daimler és Maybach számára. A DMG tovább növekedett, motorokat adott el Moszkvától New York-ig és az árupalettát rögzített helyzetű hajtóművek gyártásával bővítették, de továbbra is az volt a felfogás, hogy az autógyártás nem lesz jövedelmező. Az új igazgató azt tervezte, hogy a DMG-t és a Deutz-AG-t fuzionálja, annak ellenére, hogy Daimler nem jött ki Nicolaus Ottóval. Daimler és Maybach inkább előnyben részesítette volna az autógyártást és különösen a két bankárral nem értettek egyet. Maybachot visszautasították, mint ügyvezetőségi tagot és ezért 1891. február 11-én elhagyta a vállalatot. Ezután Daimler finanszírozásával – titokban – otthonából folytatta a tervezői munkát. 1892 végén a korábbi Hermann Hotel és téli kert báltermében rendezte be munkahelyét. A 17 foglalkoztatottjából ötöt Daimler fizetett. Olyan meghatározó dolgok születtek meg itt, mint a szíjhajtás, a Phönix-motor, a befecskendezéses porlasztó.
1894-ben Maybach megtervezte harmadik motorját, amiben segítségére volt Daimler és fia, Paul. A Phoenixbe beépítve világszerte felfigyeltek rá. A négy hengeres motor alkalmazása egy automobilban úttörő jelentőséggel bírt és a fő jellemzői a következők voltak:
- A hengereket egy öntött blokkban helyezték el álló helyzetben, egymással párhuzamosan.
- Vezérműtengely[m 2] szabályozta kipufogószelep.
- Öntözőrózsa kialakítású karburátor[m 3] (Maybach szabadalma 1893-ból)
- Továbbfejlesztett ékszíj.

Maybach alkotásait a 19. század legkifinomultabb motorjai között tartják számon. A találmányai nélkülözhetetlenek voltak a világ bármely autógyártójának bármely modelljéhez. A korai francia autóipar kulcsemberének számított és Franciaországban mint a „tervezők királya” emlegették.
Daimlert 1893-ban a DMG technikai igazgatói posztjának elhagyására kényszerítették, ami ártott a DMG presztízsének. Azonban 1894-ben egy brit gyáros, Frederick Simms megvette a Phoenix motor jogait 350 000 márkáért és ezzel megerősítette a pénzügyi helyzetét. Simms azt is feltételül szabta, hogy Daimlert ismét alkalmazzák. 1895-ben a DMG összeszerelte az 1000. motorját és Maybach is visszatért főmérnökként. 30 000 aranymárka értékben kapott részesedést a Gottlieb Daimlerrel kötött eredeti kontraktusa révén.
Maybach további automobilokkal kapcsolatos találmányokat szabadalmaztatott, mint például: 
- egy forradalmi hűtőrendszert, csöves radiátort szelelő rostával
- a méhsejthűtőt[12]

Ekkoriban Wilhelm Maybach két csapást kellett elszenvedjen. Másodszülött fia, a tizenéves Adolf skizofréniás rohamot kapott és az életének hátralévő részét különböző elmegyógyintézetekben töltötte. (1940-ben a nemzetiszocialisták eutanázia programjának esett áldozatul.) 1900-ban pedig Gottlieb Daimler hunyt el szívbetegségének következtében.

## Daimler-Mercedes motor (1900)
| • Nagy tengelytávolság, széles nyomtáv |
| • Préselt acélváz. Könnyű fémek használata. |
| • Alacsony súlypont (alacsonyabban elhelyezett motor miatt). |
| • 75 km/h. 35 le (950 fordulat/perc) • Fordulat 300-tól 1000-ig percenként (vezető által kontrollálva) |
| • Könnyű- és nagy teljesítményű motor: 4 sorba rendezett henger • Átmérő/löket arány: 116x140 mm • Lökettérfogat: 5918 cm³ • Hengerfejek az öntvény részét képezik • Két karburátor, egy-egy minden hengerpárhoz • Vezető vezérelte levegőbeömlőnyílás-szelep • Két vezérműtengely |
| • 4 előre- és 1 hátramenetes erőátvitel |
| • Alacsony feszültségű gyújtómágnes |
| • Alumínium forgattyúház, horizontálisan osztott |
| • Méhsejthűtő |
| • Kényelmes utazás |

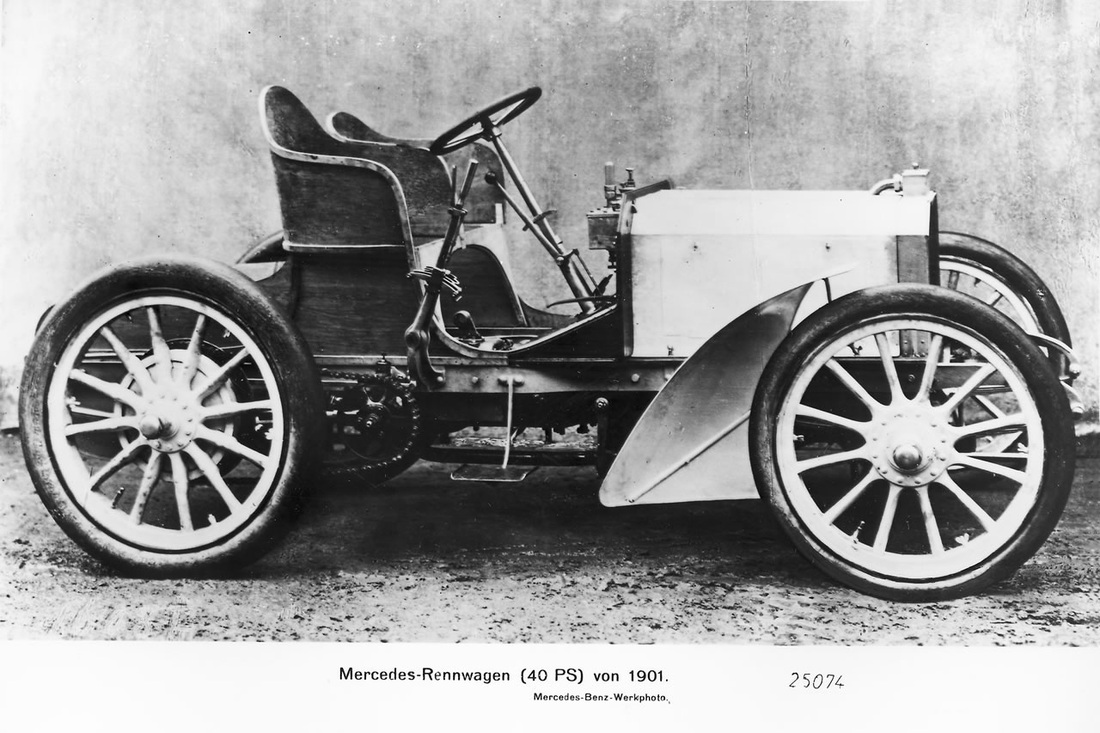
A Mercedes 35 PS

1900 áprilisa és októbere között Maybach egy teljesen újfajta autót tervezett, amit az autóversenyzés inspirált és a Mercedes 35 PS nevet kapta 1902-es elkészültekor. Fő jellemzői a következők voltak:
- nagy tengelytávolság
- széles nyomtáv
- alacsony magasság
- hallatlanul erősnek számító, 35 lóerős motor, amivel  75 km/h végsebesség vált elérhetővé.

Emil Jellinek, egy sikeres osztrák kereskedő, monacói főkonzul és a Francia Riviérán rendezett versenyek gyakori résztvevője nagyra becsülte Maybach munkásságát és ígéretet tett 36 automobil 550 000 aranymárkáért való megvásárlására, amennyiben Maybach tervez neki egy igényei szerinti nagy versenyautót.
A prototípus 1900 decemberére készült el és 1901-ben egy sor győzelmet aratott vele a versenyeken. A motorja a Daimler-Mercedes nevet kapta, Jellinek 10 éves lánya után. Az európai gazdagok nagy számban vették a gépjárművet, ami meggyőzte a vállalat vezetőit arról, hogy az automobil gyártásnak van jövője. A gyártás volumene gyors növekedésnek indult és a DMG mérete és alkalmazottainak száma is gyorsan emelkedett. A DMG 1902 júniusában hivatalosan is bejegyeztette a Mercedes márkanevet.

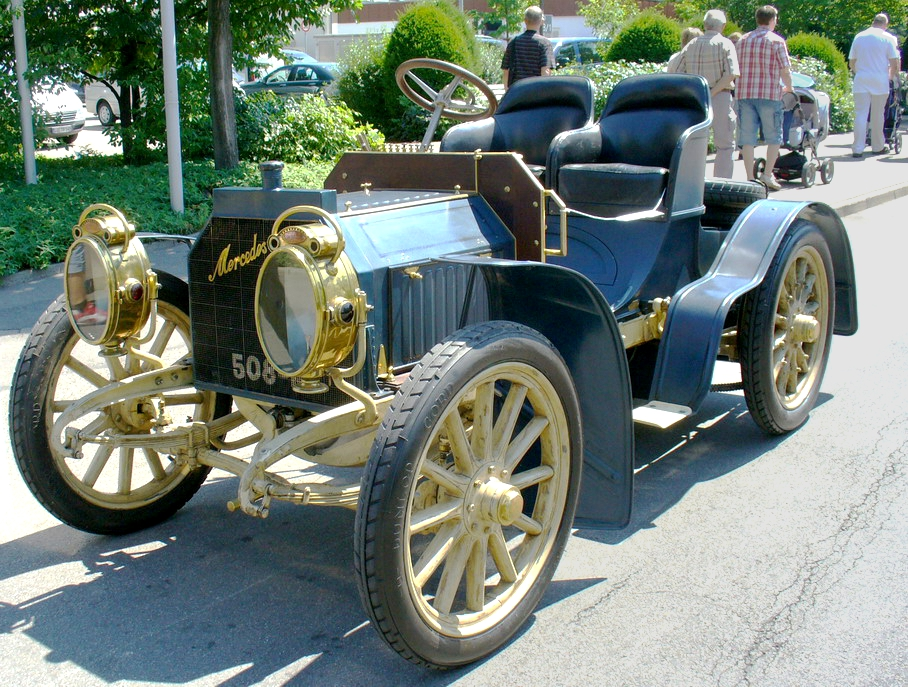
A Maybach-motorral szerelt Mercedes Simplex 1902-ből

1902-ben tűz pusztította el a DMG Cannstattban lévő létesítményeit és a vállalat Stuttgart-Untertürkheimbe költözött át. Maybach itt folytatta találmányai sorát, melyek közé tartoztak:
- egy 6-hengeres, 70 lóerős motor (1903–04)
- egy úttörő jelentőségű repülőgépmotor: egy nagy sebességre tervezett, 120 lóerős versenymotor, felső beömlőnyílással és kipufogószelepekkel és dupla gyújtással (1906)[m 7]

A felügyelői bizottság elnökének, Max von Duttenhofernek az 1903 augusztusában bekövetkezett halála után Maybach helyzete lépésről lépésre romlott. A technikai igazgatói pozícióból eltávolították és a tevékenységét egy „Feltalálói irodára” (Erfinderbüro) korlátozták, ami kívül esett a közvetlen termékfejlesztésen. Az elkeseredett Maybach 1907-ben ismét elhagyta a vállalatot. A DMG a helyére Paul Daimlert tette meg. Ugyanebben az évben a Német Gépészek Egyesülete (VDI) Wilhelm Maybachot tiszteletbeli tagjává tette.

## Léghajómotorok (1908)

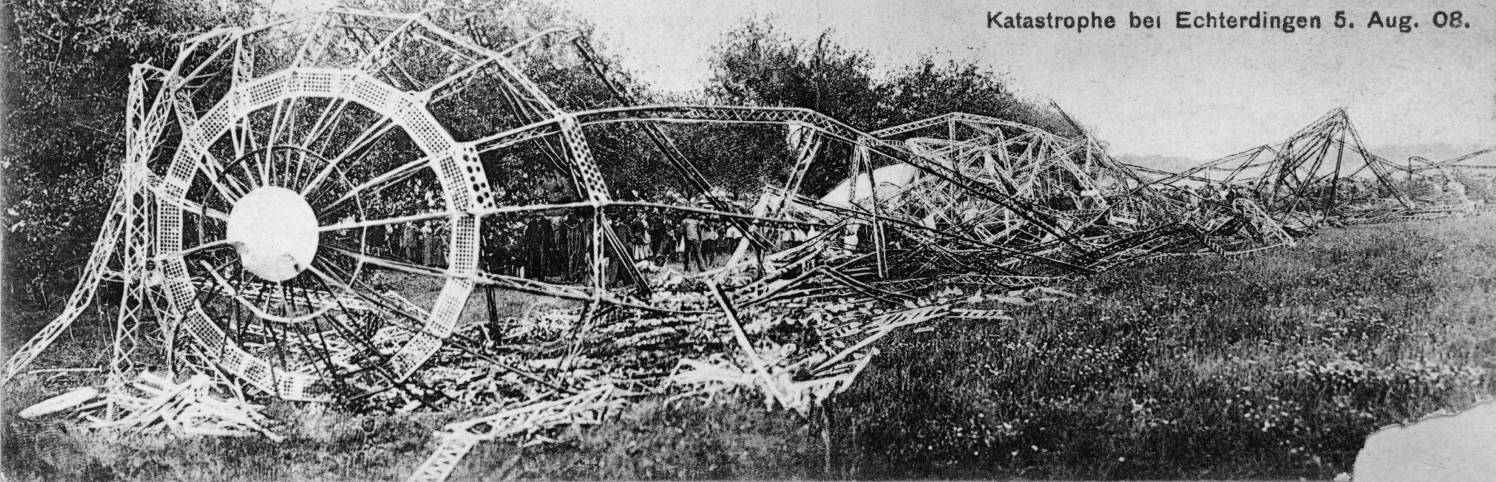
Az LZ 4 roncsa

Maybach 1900-ban találkozott első alkalommal Ferdinand von Zeppelinnel, aki a Zeppelin LZ 1 jelű léghajójának motorjait igyekezett fejleszteni. Maybach épített pár motort Zeppelin gróf számára felhasználva egy 150 lóerős egység tervrajzait, amiket Karl fia hozott létre míg a DMG-nél volt.
1908-ban Zeppelin el akarta adni az LZ 3 és LZ 4 modelljeit a kormányzatnak. Augusztus 5-én azonban az LZ 4 megsemmisült, mikor hajtóműhiba miatt kényszerleszállást kísérelt meg és közben egy fasornak csapódott. A baleset nem vetett véget a léghajó-programnak, mivel 6,25 millió aranymárkát sikerült összegyűjteni egy ezt követő adománygyűjtés során a nemzeti ügynek tekintett léghajózás támogatására. Zeppelin gróf megalapította a Luftschiffbau Zeppelin GmbH-t, ami a léghajóinak készítője lett.
Maybach nem kívánt csatlakozni a társasághoz, mivel még perben állt a DMG-vel, így Karl fia lépett a helyébe. 1909. március 23-án végül megköttetett az üzlet, amivel a württembergi Bissingen/Enz-ben létrehozták a Luftschiffbau Zeppelin motorkészítő leányvállalatát. Wilhelm Maybach technikai asszisztens, Karl Maybach technikai menedzser lett. A motorjaikkal felszerelt első léghajók 72 km/h sebességet értek el.
Wilhelm Maybach a vállalatával Friedrichshafenbe települt át és nevét Luftfahrzeug-Motoren-GmbH-ra változtatta. Karl 20%-os részesedést kapott a cégből, továbbá az örököseként is ő lett megnevezve. Továbbra is szállítottak motorokat Zeppelinnek, de más léghajógyártóknak is beszállítottak. 1912-ben a cégük nevét Maybach-Motorenbau GmbH-ra változtatták.
Az első világháború alatt számos katonai megrendelést teljesített a vállalat. Eleinte léghajókat láttak el motorokkal, összesen 28-at. 1916-ban egy 160 lóerős repülőgépmotort fejlesztettek ki és a háború végéig 2000 darabot készítettek el belőle. Több más vállalat a licencet átvéve gyártotta ezeket, így például a BMW is. 1916-ban Wilhelm Maybachot a Stuttgarti Műszaki Egyetem tiszteletbeli doktorának választották.

## Maybach automobilok (1922-1945)

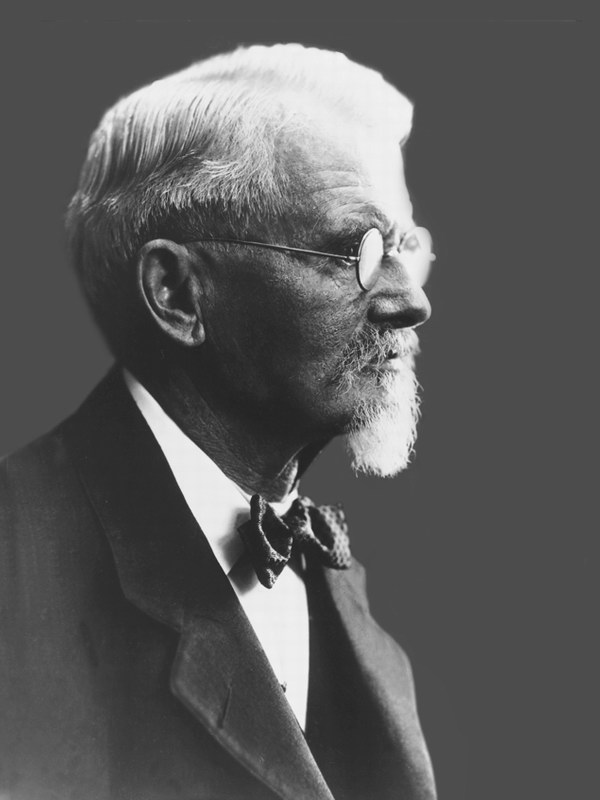
Wilhelm Maybach egy időskori fotón

A versailles-i békeszerződés megtiltotta Németország számára a léghajók gyártását, ezért Maybach váltani kényszerült és nagy sebesség elérésére képes, hajókba és mozdonyokba építhető dieselmotorok illetve automobilokba szerelhető benzinmotorok fejlesztésébe kezdett. Komplett autókat azonban nem készített.
Sok kisebb német autógyártó költségtakarékossági megfontolásból saját maga állította elő a hajtóműveket és egyedül a holland Spyker érdeklődött továbbra is a Maybach motorok iránt. Wilhelm Maybach azonban elállt a szerződéskötéstől. mert a hollandok kikötéseibe nem tudott beleegyezni. Ehelyett komplett automobilok gyártása mellett döntött és 1921-től megkezdődött a Maybach limuzinok előállítása.
Az első modell a Maybach W3 volt. Ezt a járművet 1921-ben a berlini automobil kiállításon mutatták be. Fő jellemzői a következők voltak:
- 6-hengeres motor
- 4 kerék ellátva fékkel
- új erőátviteli rendszer
- 105 km/h maximális sebesség

A típust 1928-ig gyártották és 300 darabot adtak el belőle, főként a szedán változatból. A kétüléses sportváltozata kevésbé volt sikeres. A következő modell a Maybach W5 volt, melynek végsebessége már 135 km/h volt. 250 darabot adtak el belőle 1927 és 1929 között.

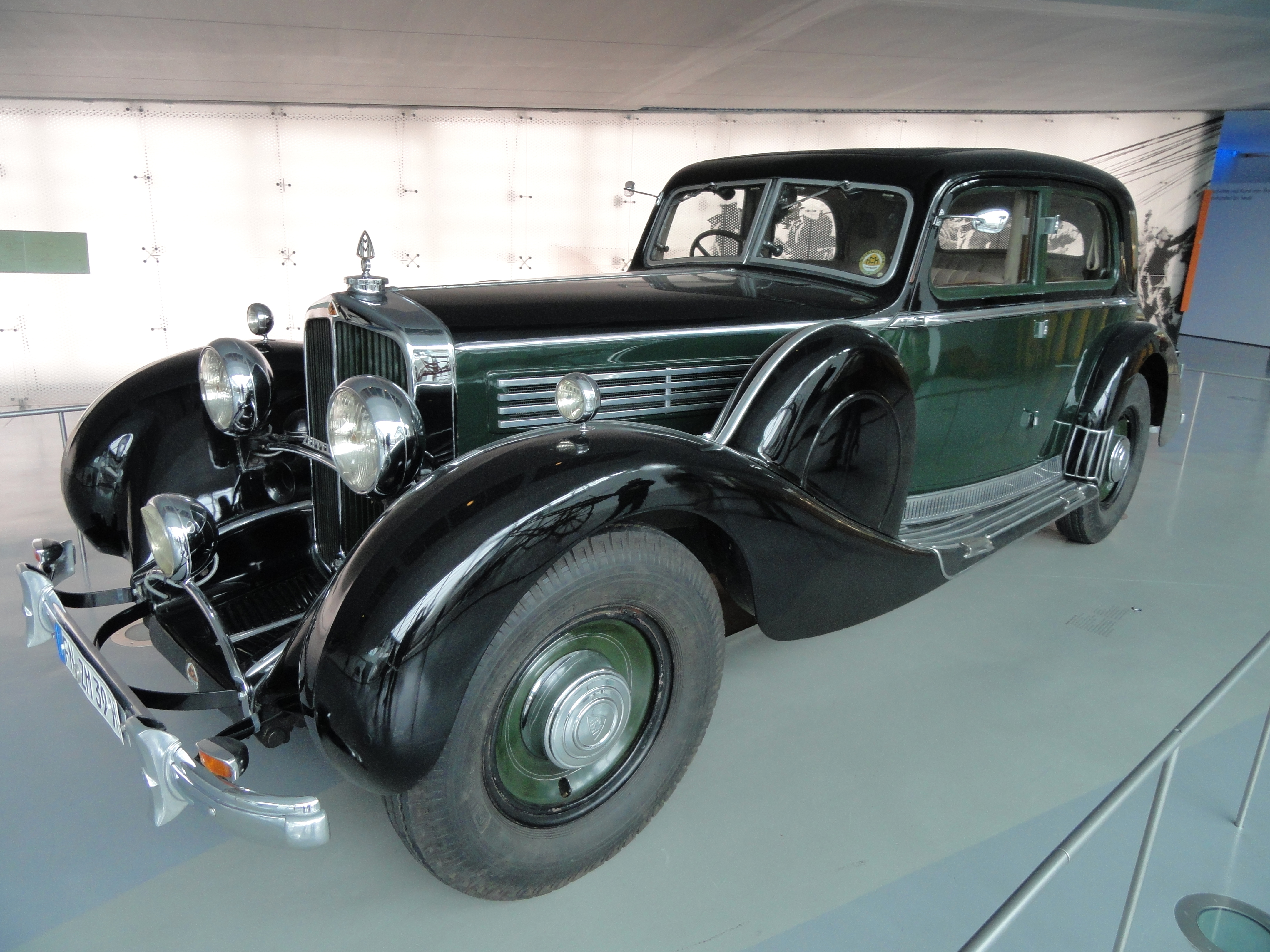
Egy Maybach Zeppelin DS 8 a Zeppelin Museum Friedrichshafen-ben kiállítva

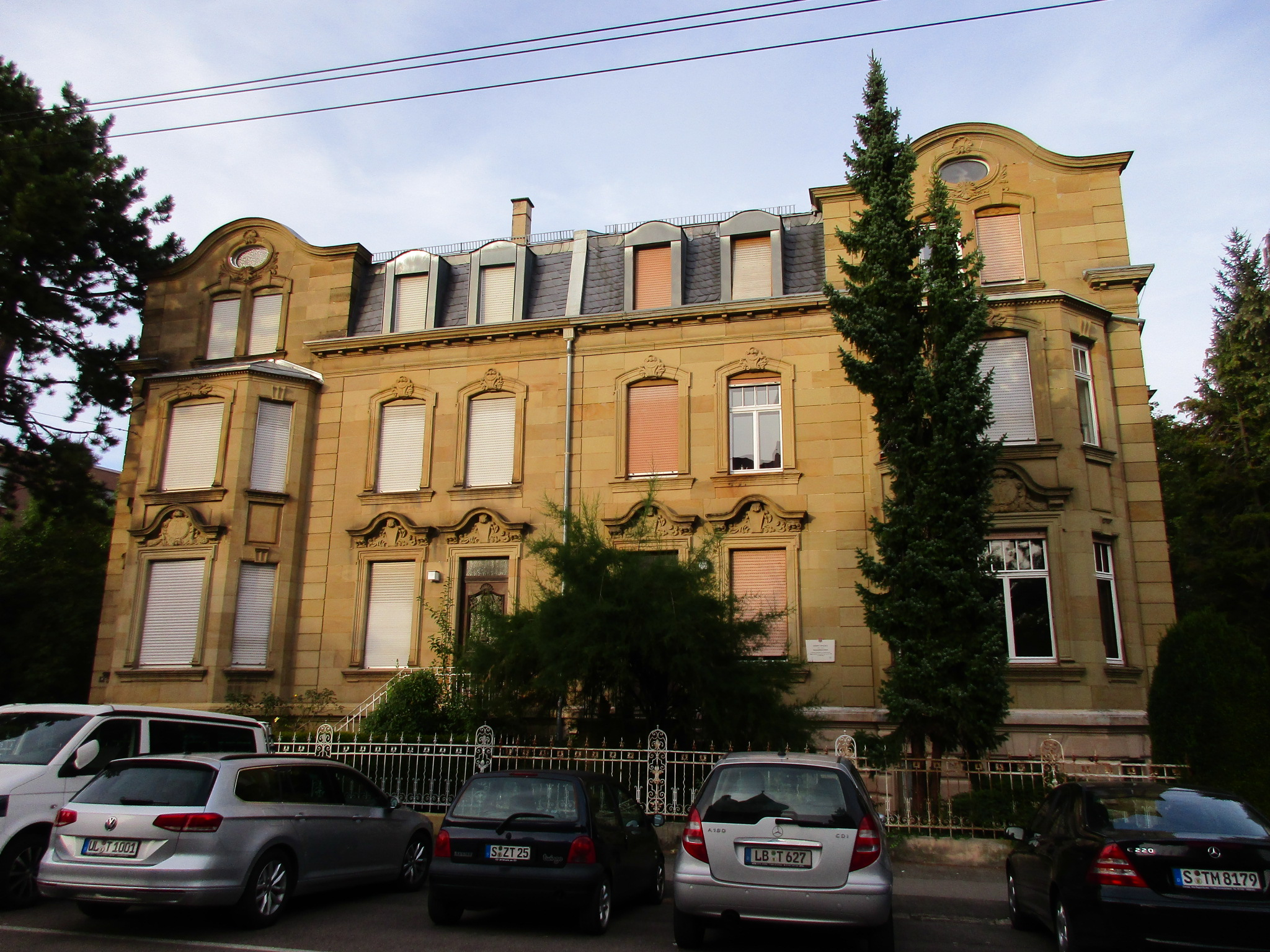
A Maybach-villa Cannstattban

Az ezutáni modell a Maybach V12 volt:
- első német automobilként kapott 12 hengert
- könnyű alumíniumból készült motorral szerelték fel (a léghajómotorok fejlesztése során szerzett tapasztalatokat felhasználva)
- könnyűöntvényű dugattyúk[m 8]
- 7 literes kapacitás
- nagy forgatónyomaték és erő[m 9] – 150 le 2800-as fordulat mellett

Ebből a modellből alig pár tucatot tudtak eladni a háború utáni gazdasági válság miatt. Az 1930-ban megjelenő utódja, a DS7-Zeppelin, szintén 12 hengeres, 7 literes motort kapott.
1929 augusztusában az LZ 127 jelzésű léghajót öt, egyenként 550 lóerős Maybach-V12 benzinmotorral szerelték fel. 
Wilhelm Maybach 1929. december 29-én, 83 éves korában hunyt el, Bad Cannstattban (Stuttgart), a Freiligrathstraßén lévő villájában. A canstatti temetőben (Uff-Kirchhof)  helyezték végső nyugalomra, közvetlenül Gottlieb Daimler sírja mellett. 
Érdekesség, hogy sem Wilhelm, sem Karl tulajdonában nem volt Maybach autó. Wilhelmnek még autója sem volt soha. Életrajzírója, Karl Rathke megfogalmazása szerint: 
„Ő, aki megteremtette a modern gépjárművel való közlekedést, ritkán használt kocsit a saját céljaira. Gyalogolt vagy villamossal utazott. Még ha meg is engedhette volna magának, nem rendelkezett gépkocsival.”

## Maybach Motorenbau GmbH
A Maybach Motorenbau GmbH Friedrichshafenben működött tovább Karl irányítása alatt. 1940-ben a vállalat a német háborús erőfeszítések keretében leállt a luxusautók előállításával és helyette harckocsikhoz gyártott hajtóműveket. Maybach motorokkal láttak el számos közepes és nehéz harckocsit, köztük a Panther, a Tiger I és Tiger II nehéz harckocsikat is. A háború után újra életre hívott Maybach Motorenbau a Luftschiffbau Zeppelin leányvállalataként működött és dieselmotorokat gyártott. Az 1960-as évek elejétől nagy méretű Daimler-Benz motorokat gyártott licenc-szerződés keretében és szoros együttműködést épített ki a Daimler-Benz-cel.
Az 1960-as évek közepétől a Maybach Motorenbau GmbH új neve Maybach Mercedes-Benz Motorenbau GmbH lett és a Daimler-Benz részesedése 83% lett benne.
1998-ban a Mercedes-Benz bejelentette, hogy időlegesen feléleszti a Maybach márkanevet. Az új luxusautók nem számítottak sikeresnek, ezért 2012-ben felhagytak a sorozatgyártásukkal. 2014-től a Mercedes-Benz S-osztály ultra-luxus változatát az új Mercedes-Maybach márkanév alatt forgalmazzák.

## Emlékezete

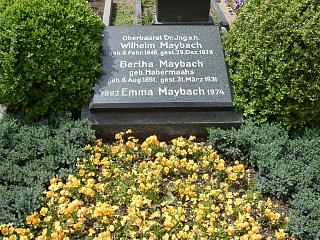
A Maybach család sírja Stuttgart-Bad-Cannstattban

- Németországban három technikai iskola viseli a Wilhelm Maybach nevet, egy-egy Stuttgartban, Heilbronnban és Berlin Spandau negyedében.
- A Daimler AG 2002-től Maybach (2002-2012) illetve Mercedes-Maybach (2014-) név alatt gyárt luxusautókat.
- 2005-ben Ulrich Schmid-Maybach nagyapjára, Karlra és dédnagyapjára, Wilhelmre emlékezve létrehozta a Maybach Alapítványt.[21]
- Wilhelm Maybach 1996-ban felkerült az Automotive Hall of Fame amerikai múzeum által az autózás halhatatlanjainak tartott személyek listájára.

## Fordítás
- Ez a szócikk részben vagy egészben  a   Wilhelm Maybach című angol Wikipédia-szócikk ezen változatának fordításán alapul.  Az eredeti cikk szerkesztőit annak laptörténete sorolja fel. Ez a jelzés csupán a megfogalmazás eredetét és a szerzői jogokat jelzi, nem szolgál a cikkben szereplő információk forrásmegjelöléseként.
- Ez a szócikk részben vagy egészben  a   Wilhelm Maybach című német Wikipédia-szócikk ezen változatának fordításán alapul.  Az eredeti cikk szerkesztőit annak laptörténete sorolja fel. Ez a jelzés csupán a megfogalmazás eredetét és a szerzői jogokat jelzi, nem szolgál a cikkben szereplő információk forrásmegjelöléseként.

## Bibliográfia
- Niemann, Harry: Mythos Maybach, 4. Aufl., Stuttgart, 2002
- Niemann, Harry: Maybach – der Vater des Mercedes, 3. Aufl., Stuttgart, 2000
- Niemann, Harry: Wilhelm Maybach – König der Konstrukteure, 1. Aufl., Stuttgart, 1995
- Rathke, Kurt: Wilhelm Maybach – Anbruch eines neuen Zeitalters, 1. Aufl., Friedrichshafen, 1953
- Rauck, Max J.: Wilhelm Maybach: der grosse Automobilkonstrukteur. Baar, 1979
- Dokumentarfilm im Auftrag der Mercedes-Benz AG 1995: Wilhelm Maybach – König der Konstrukteure[halott link]

## Külső linkek
- Maybach Manufaktur
- A biography of Wilhelm Maybach (in German)
- Maybach UK Site
- Maybach Foundation

## Lásd még
- Gottlieb Daimler
- Mercedes-Benz
- Bancsi Péter–Benedek Attila: Német autók. Audi, BMW, Maybach, Mercedes-Benz, Opel, Porsche, Volkswagen; Nagykönyv, Nyíregyháza, 2008